# Simon Donaldson
Simon Kirwan Donaldson FRS (Cambridge, 1957) és un matemàtic anglès, conegut pels seus treballs en el camp de la topologia i de varietats diferenciables de dimensió 4.
El 1979 va aconseguir el Bachelor of Arts per la Universitat de Cambridge. Es va doctorar a la Universitat d'Oxford el 1983, passant a treballar per l'Institut d'Estudis Avançats de Princeton per tornar com a professor de matemàtiques a Oxford. El 1999 es trasllada a l'Imperial College London.
Per la seva carrera matemàtica, reflectida entre altres treballs en Self-dual connections and the topology of smooth 4-manifolds, ha rebut diversos premis, entre els quals destaquen el Premi Junior Whitehead, atorgat per la Societat Matemàtica de Londres el 1985, la medalla Fields el 1986, atorgada per la Unió Matemàtica Internacional i el Premi Crafoord el 1994. Al mateix any de rebre la medalla Fields, considerada el premi Nobel de la matemàtica, es va convertir en membre de la Royal Society.
Mentre Michael Freedman va classificar les varietats topològiques en dimensió 4, el treball de Donaldson es va centrar en varietats de dimensió 4 que admetien una estructura diferenciable. Per a això, va usar instantons, una solució particular de les equacions de Yang-Mills (veure Teoria de gauge) que tenen el seu origen en Teoria quàntica de camps. Un dels primers resultats imposava severes restriccions sobre la forma d'intersecció d'una varietat diferenciable de dimensió 4. Com a conseqüència, una àmplia classe de varietats topològiques de dimensió 4 no admetia cap estructura diferenciable compatible amb l'estructura topològica subjacent.
Donaldson també va deduir invariants polinòmics de la Teoria de gauge. Aquests nous invariants polinòmics eren sensibles a l'estructura diferenciable de la varietat, i van fer possible deduir l'existència d'estructures diferenciables "exòtiques". Fins i tot certes varietats topològiques podrien admetre una família infinita d'estructures diferenciables.

## Obra destacada
- Donaldson, S. K. «Infinite determinants, stable bundles and curvature». Duke Math. J., 54, 1, 1987, pàg. 231–247. DOI: 10.1215/S0012-7094-87-05414-7.
- Donaldson, S. K. «Polynomial invariants for smooth four-manifolds». Topology, 29, 3, 1990, pàg. 257–315. DOI: 10.1016/0040-9383(90)90001-Z.
- Donaldson, S. K. «Lefschetz pencils on symplectic manifolds». J. Differential Geom., 53, 2, 1999, pàg. 205–236.
- Donaldson, S. K. «Scalar curvature and projective embeddings. I». J. Differential Geom., 59, 3, 2001, pàg. 479–522.
- Donaldson, S. K.. Riemann surfaces. 22.  Oxford: Oxford University Press, 2011. ISBN 978-0-19-960674-0.[2]
- Donaldson, S. K.; Kronheimer, P. B.. The geometry of four-manifolds.  Nova York: Oxford University Press, 1990. ISBN 0-19-853553-8.[3]